# Iurie Bașcatov
Iurie Bașcatov (Chisináu, Moldavia, 20 de junio de 1968 – 2 de septiembre de 2022) fue un nadador moldavo especializado en pruebas de estilo libre, donde consiguió ser subcampeón olímpico en 1992 en los 4 x 100 metros libre, representando al Equipo Unificado.

## Carrera deportiva
En las Olimpiadas de Seúl 1988 ganó la plata en los relevos de 4 x 100 metros libre, y cuatro años más tarde, en los Juegos Olímpicos de Barcelona 1992 volvió a ganar la medalla de plata en los relevos de 4 x 100 metros libre, con un tiempo de 3:17.56 segundos, tras Estados Unidos y por delante de Alemania.